# リガ湾の戦い
リガ湾の戦いは、1915年8月にバルト海リガ湾においてドイツ帝国の大洋艦隊がロシア帝国のバルチック艦隊を相手に行った海戦である。中央同盟国におけるこの戦闘の目的は、1915年春の東部戦線ゴルリッツ＝タルヌフ攻勢に続き、リガ湾内のロシア艦隊を撃破し、リガを陥落させるためにドイツ軍を上陸させることであった。しかしドイツ艦隊は目的を達成できずに基地への帰還を余儀なくされ、リガは1917年9月1日にドイツ軍が陥落するまでロシアの手中にあった。

## 背景
1915年8月上旬、ドイツの大洋艦隊がバルト海へ移動し、リガ湾への進攻に参加することになった。その目的は、前弩級戦艦スラヴァを含むこの海域のロシア艦隊を撃破し、掃海艇ドイッチュラントによりスール海峡を機雷で封鎖することであった。フランツ・フォン・ヒッパーの指揮下にあったドイツ海軍は、ナッサウ級戦艦4隻とヘルゴラント級戦艦4隻、巡洋戦艦モルトケ、フォン・デア・タン、ザイドリッツおよび多数の小型艦艇を含んでいた。

## 交戦

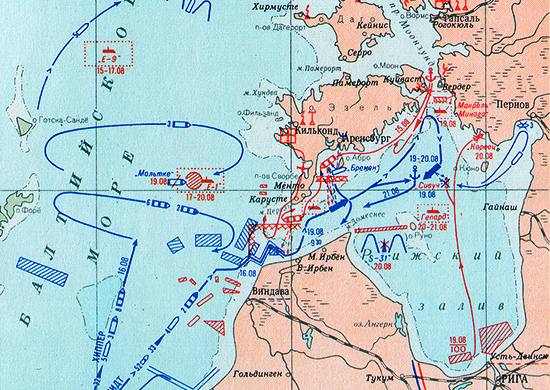
リガ湾の戦場図

8月8日、湾を一掃する最初の試みが行われた。前弩級戦艦ブラウンシュヴァイクとエルザスはスラヴァを牽制し、掃海艇は機雷原の通り道を作った。この間、残りのドイツ艦隊はバルト海に留まり、ロシア艦隊の他の部隊に対する防御に徹した。しかし、日没が近づくと、ドイッチュラントはスール海峡の入り口への機雷敷設が間に合わなくなり、作戦は中断された。
その間に、ドイツの装甲巡洋艦ローンとプリンツ・ハインリヒはサーレマー島の南側にあるソルベ半島にあるロシア陣地の砲撃へ向かった。数隻のロシア駆逐艦がソルベ半島沖に停泊しており、その内の1隻が砲撃にり損傷を受けた。巡洋戦艦フォン・デア・タンと軽巡洋艦コルベルクはウト島の砲撃へ向かった。
8月16日、2回目の湾内への侵入が試みられた。弩級戦艦ナッサウとポーゼン、軽巡洋艦4隻、魚雷艇31隻が湾の防衛を突破した。17日、ナッサウとポーゼンはスラヴァと砲撃戦を行い、スラヴァに3発の命中弾を与え、撤退を促した。3日後、ロシアの機雷原は取り除かれ、ドイツ艦隊は8月19日に湾に入ったが、この海域に連合軍の潜水艦がいるとの報告を受け、翌日に湾から撤退した。

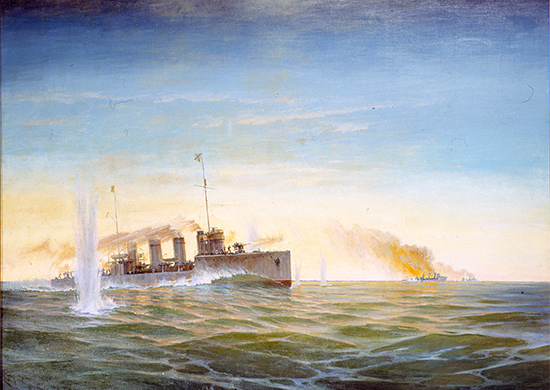
1915年8月17日、リガ湾における駆逐艦「ノヴィク」とドイツ駆逐艦「V-99」及び「V-100」の戦闘。

作戦中、ドイツの戦艦はバルト海に留まり、リガ湾への突撃の援護を行った。8月19日の朝、モルトケはイギリスのE級潜水艦E1によって魚雷攻撃を受けた。魚雷は約180メートルの距離まで発見されなかったため回避行動が間に合わず、船首の魚雷室に被弾した。この爆発で船内の数本の魚雷が誘爆したが、沈没は免れた。8名が死亡し、船内への浸水は435トンであった。モルトケは8月23日から9月20日にかけてハンブルクのブローム・ウント・フォスで修理された。
8月20日、ドイツ軍を乗せた4隻の大型揚陸艇がペルナウに上陸しようとしたが、ロシアの小型戦艦に撃退された。ロシアの砲艦シヴーチはドイツの軽巡洋艦アウクスブルクと8隻の駆逐艦との交戦により破壊され、損害を受けたドイツの掃海艇アルバトロスは中立国であるスウェーデンのゴットランド島に上陸させた。その後、ロシアの巡洋艦リューリクが残りのドイツ部隊を撤退させた。

## 交戦艦艇

### ロシア
- 戦艦 スラヴァ
- 装甲巡洋艦 リューリク
- 砲艦 4隻
- 機雷敷設艦 1隻
- 駆逐艦 16隻

### ドイツ
- 戦艦 ナッサウ（英語版）、ポーゼン、ブラウンシュヴァイク（英語版）、エルザス（英語版）
- 巡洋戦艦 モルトケ、ザイドリッツ、フォン・デア・タン
- 軽巡洋艦 アウクスブルク、ブレーメン、グラウデンツ、ピラウ
- 装甲巡洋艦 ローン、プリンツ・ハインリヒ
- 駆逐艦 56隻
- 掃海艇 14隻